# 두 낫 스플릿
두 낫 스플릿(Do Not Split)은 노르웨이에서 제작된 앤더스 햄머 감독의 2019년 다큐멘터리 영화이다. 2019-2020년 홍콩 시위에 관해 다루었다. 이 영화는 제93회 아카데미상의 아카데미 단편 다큐멘터리상 후보에 올랐다.
35분 길이의 분량으로, 홍콩 성시 대학에서의 시위를 포함, 2019-2020년 홍콩 시위의 수많은 랜드마크 사건들을 기록하고 있다. 당시의 시위자들과 학자들과의 인터뷰도 담고있다.